# David Vavruška
David Vavruška (14 settembre 1972) è un allenatore di calcio ceco, che nel 2015 ha vinto la Coppa della Repubblica Ceca con lo Slovan Liberec.

## Palmarès

### Allenatore

#### Competizioni nazionali
- Coppa della Repubblica Ceca: 1

Slovan Liberec: 2014-2015